# Герб Сакатекасу
Герб Сакатекасу — символ мексиканського штату Сакатекас. 20 червня 1588 року королем Філіпом II королівським указом герб було надано місту Сакатекас. Згодом міський символ перейняв штат.
На ньому представлені Серро-де-ла-Буфа, срібний хрест, зображення Богоматері Сакатекаської, Сонця, Місяця та фігури, увінчаної золотом. На щиті присутні чотири чорні фігури: Хуан де Толоса, Бальтасар Теміньо де Бануелос, Дієго де Ібарра та капітан Крістобаль де Оньяте, перші іспанські першовідкривачі пагорба та скелі.

## Значення щита
За оригінальним королівським указом, герб має форму іспанського щита. На його єдиному полі домінує срібна гора, яке представляє символічний пагорб Ла-Буфа, біля підніжжя якого 20 січня 1548 року в результаті відкриття багатих срібних копалень виникло місто.
На верхівці пагорба зображено срібний хрест, а в центрі — Діва Марія, оскільки срібні копальні, які пізніше призвели до заснування міста, були відкриті 8 вересня 1846 року, у день в тому, що католицька церква святкує народження Діви Марії; Нижче королівська монограма Філіпа II, короля, який надав герб.

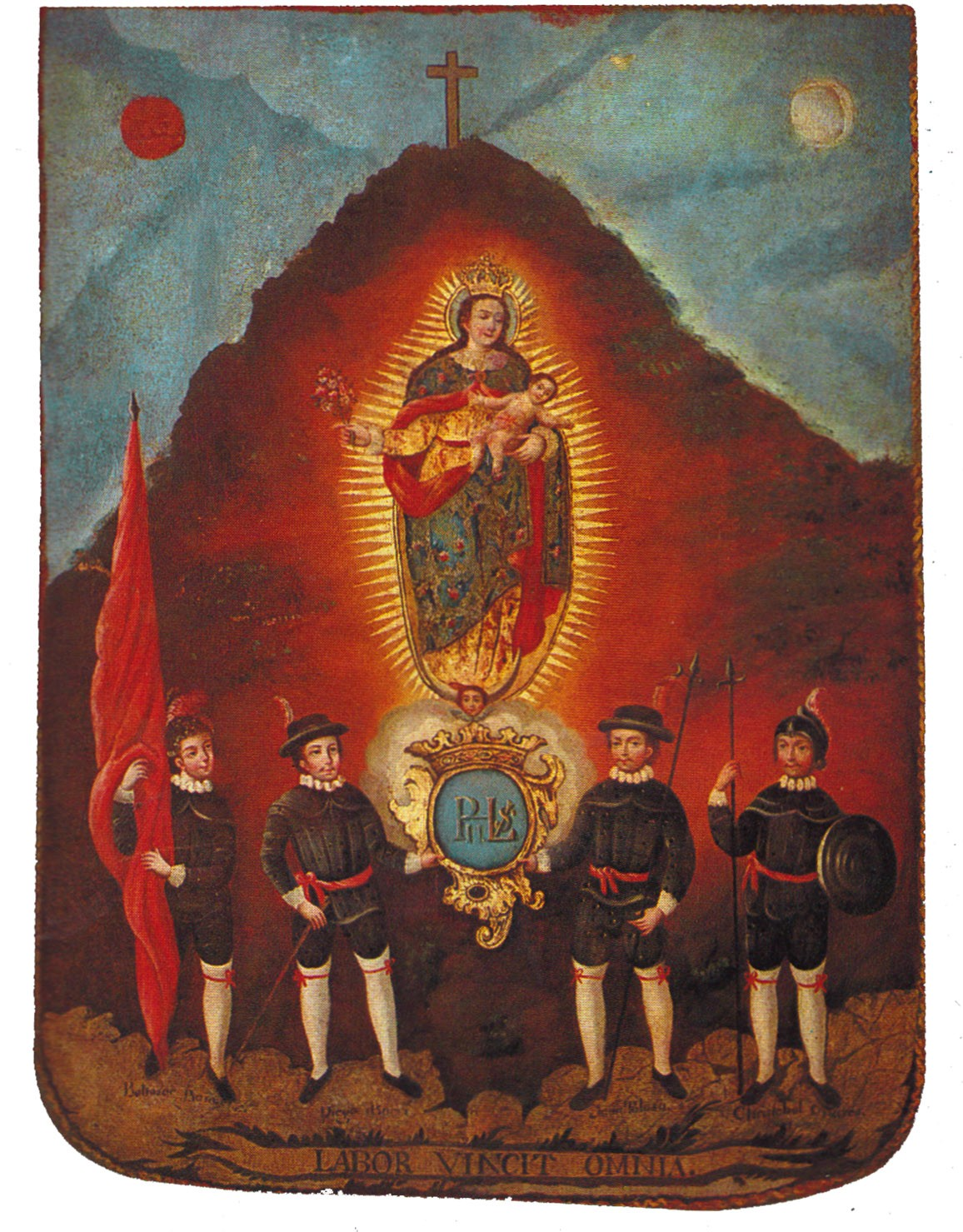
Зображення оригінального герба, наданого Феліпе II

На обох верхніх кутах щита зображено золоті сонце та місяць, праворуч та ліворуч від щита, відповідно, на синьому тлі.
На схилі пагорба є чотири портрети людей у срібному полі в пам'ять про Хуана де Толосу, Дієго де Ібарру, Бальтасара Теміньо де Бануелоса та капітана Крістобаля де Оньяте, головних засновників, шахтарів і поселенців Сакатекаса. Під ними з'являється девіз Labor Vincit Omnia, що означає «праця перемагає все».
На краю п'ять пучків стріл і п'ять луків є зброєю, яку використовували корінні жителі цього місця.

Витяг із королівського указу, виданого королем Іспанії Феліпе II 20 червня 1588 року в Сан-Лоренцо-де-Ель-Ескоріал, Мадрид, у якому він надає герб Дуже благородному та вірному місту Сакатекас:
«... Тому я дарую згаданому місту, що тепер і відтепер воно має і буде мати своїм відомим гербом герб, а в ньому велику скелю, тому що згадане місто знаходиться біля підніжжя іншого міста, яке називається Ла-Буфа, і в найбільш високій частині срібний хрест, а в одній частині найзручнішу частину тієї самої скелі, зображення Богородиці за те, що вона відкрила на цьому пагорбі і скелі в день свого народження Хуанеса де Толоса, а нижче золоту зіфру з написом Філіпо, щоб завжди була пам'ять про те, що вона покликала і облагородила згадане місто в той час, коли з милості Божої я паную, а на двох кінцях найвищої частини згаданого щита сонце і місяць, а в спідниці згаданої скелі чотири людські портрети на срібному полі в пам'ять про згаданих Хоанеса де Толоса і Дієго де Ібарру, Балтасара де Баньюелоса і капітана де Оньяте, перших чотирьох першовідкривачів згаданих Церро і Пеньяско та поселенців згаданого міста, а внизу напис «Labor vincit Omnía»: а на облямівці п'ять пучків стріл, переплетених з п'ятьма луками, які є зброєю індіанців чичімека, за тим, що тут намальовано і зображено.»
Зауважте, що документ не вказує на якусь конкретну відданість Діві Марії, але наразі на щиті зображена Богоматір Сакатекаська.